# La Força (Star Wars)
En l'univers fictici de Star Wars, la Força és tota aquella energia que és creada per totes les coses, fins i tot entre una roca, la terra i els éssers vius. És tot els que ens rodeja, l'energia de l'univers, els Jedi i els Sith poden controlar i utilitzar eixa energia amb la ment. George Lucas es va inspirar en religions com el xintoisme, del Japó i també amb les religions celtes. Els personatges Jedi són uns Guerrers amb vocació espiritual i de servei que recorden herois de les tradicions Cèltiques i Budistes.
Segons Star Wars Episodi I, els jedi tenen l'habilitat de posar-se en contacte amb la força gràcies als midiclorians, unes formes de vida microscòpiques que viuen en simbiosi amb els sers vius i que indiquen a qui els sàpiga escoltar la voluntat de la Força. Aquests organismes viuen, concretament, a les cèl·lules, ja que és la zona on La Força és més forta en un cos. Però segons diu el costat fosc de la força, tot el que és viu és part de la Força, per això dicta que no s'ha de ser triat per la Força per a poder cridar-la, usar-la o sentir-la per dir-ho així.
La Força no sols és percebuda com ho fan els jedi o els sith, hi ha innumerables formes de manipular-la entendre-la i cridar-la. Aquest és el cas de les bruixes de Dathomir, on dones com Charal, poden fer ús de la força d'una manera exòtica.
La Força és aquella que dona als Jedi els seus poders de telequinesi (moure qualsevol tipus d'objecte, fins i tot terra, aire o foc), telepatia, electrokines; a més poden usar-la per a veure el futur, curar ferides, passar desapercebut i el control mental sobre altres éssers.

## Costats de la força
La Força té dos costats, el Costat Lluminós i el Costat Fosc. Hi ha diverses formes de diferenciar-les.
El costat fosc és ràpid i seductor. El costat lluminós és més lent, però al contrari que el costat fosc no desgasta el cos.
El costat fosc és usat pels sith, el costat lluminós és usat pels jedi.

## Que la força t'acompanyi
L'expressió Que la força t'acompanyi (en anglès May the Force be with you) ha arribat a un estatus de culte i és un símbol del llegat de Star Wars. La frase ha estat dita almenys per un personatge en cadascuna de les pel·lícules d'Star Wars. A Star Wars Episodi IV: Una Nova Esperança, hi ha diverses mencions de la Força en referència a Luke Skywalker, per Obi-Wan Kenobi ("Usa la Força, Luke" i "La Força estarà amb tu sempre") i Darth Vader ("la Força és forta amb aquest"). La famosa frase es diu en realitat pel General Dodonna després d'explicar el pla d'atac Estrella de la Mort als pilots rebels. Es diu de nou per Han Solo a Luke, just abans de l'atac a l'estació de batalla Estrella de la Mort. La frase també es diu per Luke Skywalker al final de Star Wars Episodi V: L'Imperi Contraataca. Una variant, "Que la Força sigui amb nosaltres", es diu per l'Almirall Ackbar a Star Wars Episodi VI: El Retorn del Jedi. A la trilogia preqüela, la frase és dita a Star Wars Episodi I: L'Amenaça Fantasma per Qui-Gon Jinn a Anakin Skywalker, i també per Mace Windu i Yoda. Obi-Wan Kenobi diuen aquesta frase a Anakin en Star Wars Episodi II: L'Atac dels Clons, i li repeteix de nou. La frase també es diu entre Anakin i Obi-Wan de nou a Star Wars Episodi III: La Venjança dels Sith, on Mace Windu diu a més, "Que la Força sigui amb tots nosaltres".
El 2005, la frase va ser triada com a número 8 en la llista AFI's 100 Years...100 Movie Quotes de l'American Film Institute. El 4 de maig és el Dia de la guerra de les galàxies intergalàctic, pel joc de paraules en anglès "May the Fourth be with you".